# 藤田綾
藤田 綾（ふじた あや、1987年3月24日 - ）は、日本の将棋の女流棋士。東京都大田区出身。西村一義九段門下。女流棋士番号23（2011年3月31日までは45）。亜細亜大学経営学部卒。

## 経歴
6歳のとき、父親に教わって将棋を始めた。
小学4年の時から将棋に本格的に取り組み始め、間もなく女流育成会に入会。1998年、小学6年（11歳6か月）で女流棋士となり、史上最年少女流棋士・天才少女として名を馳せた。藤田の史上最年少女流棋士記録はその後も破られていない。
2009年3月25日、将棋ゲーム「ハチワンダイバーDS」他の発表記念イベントで、漫画「ハチワンダイバー」の作者である柴田ヨクサル（アマ五段）と席上対局を行い、敗れた。
2010年度より、NHK杯テレビ将棋トーナメントで棋譜読み上げを務めた。
2012年、第6回白瀧あゆみ杯争奪戦（非公式戦）で優勝。
2017年、第29期女流王位戦で予選を勝ち抜き、挑戦者決定リーグに進出。リーグ戦白組では2勝3敗に終わった。
2016年度より、NHK杯テレビ将棋トーナメントの司会を務める。2018年8月12日の放送回から産休に入り、飯野愛と和田あきが交替で代役を務めたが、2019年1月20日の放送回から復帰した。2019年度からは、中村桃子と交替で司会を務める。
2018年度、出産による休場（2018年8月11日から11月30日）があったにもかかわらず、第46期女流名人戦予選を勝ち抜いて挑戦者決定リーグ入りを果たした。藤田が女流名人戦挑戦者決定リーグに入ったのは、2000年度・2002年度にB級リーグ（当時は、挑戦権を争うA級リーグ、A級リーグ入りを争うB級リーグの2つに分かれていた）に2期在籍して以来。

## 人物
- ニコニコ生放送の将棋中継などで披露する手描きのイラストが好評で、将棋ファンから「画伯」と呼ばれている[4]。
- 2018年2月20日に一般人男性と結婚[10]。女流棋士としての活動名は変更なし[10]。
- 第1子の出産のため[11]、2018年8月11日から11月30日まで、女流公式戦対局を休場した[9]。無事に出産したことを、休場期間中の2018年11月7日にTwitterで公表した[11][12]。
- 趣味はスプラトゥーン[13]。

## 昇段履歴
- 1997年04月00日 - 女流育成会入会
- 1998年10月01日 - 女流2級
- 2000年04月01日 - 女流1級（女流名人位戦B級リーグ入り〈第27期〉）
- 2001年04月01日 - 女流初段（年間13局指し分け以上／2000年度 12勝9敗）[14][15][16]
- 2016年08月13日 - 女流二段（勝数規定／女流初段昇段後60勝）[17]

## 主な成績

### 在籍クラス
| 2021 | 1 | 順位決定トーナメント戦38位 | 順位決定トーナメント戦38位 | 順位決定トーナメント戦38位 | 順位決定トーナメント戦38位 | 順位決定トーナメント戦38位 |     |
| 2022 | 2 |                            |                            |                            | C16                        |                            | 4-4 |
| 2023 | 3 |                            |                            |                            | C09                        |                            | 3-5 |
| 2024 | 4 |                            |                            |                            | C16                        |                            | 3-5 |
| 2025 | 5 |                            |                            |                            | C14                        |                            |     |
| 女流順位戦の 枠表記 は挑戦者。右欄の数字は勝-敗(番勝負/PO含まず)。 順位戦の右数字はクラス内順位 ( x当期降級点 / *累積降級点 / +降級点消去 ) |   |                            |                            |                            |                            |                            |     |

### 年度別成績
女流公式棋戦
- 2024年度
  - 年度成績 19局 6勝13敗（勝率0.3157）[18]
  - 通算成績 349局 142勝207敗（勝率0.4068）〈2025年3月31日対局分まで〉[19]

## 出演

### テレビ
- NHK杯テレビ将棋トーナメント（2016年度-2021年度、2024年5月5日、同月12日）

### DVD
- 将棋DVD 攻めて強くなる戸辺流中飛車（2017年7月7日、ルーク） - 聞き手[注釈 2]

### ウェブテレビ
- 藤田綾の入門講座 将棋を指そう!（2018年、囲碁・将棋チャンネル 将棋プラス） - 講師